# Михайло Небаба
Миха́йло Марти́нович Неба́ба (? — не раніше 1668) — український військовик доби Гетьманщини. Стародубський полковник (1666—1667).

## Походження
Старший син Мартина Небаби (? — 1651) — сподвижника Богдана Хмельницького, борзнянського і чернігівського полковника, наказного гетьмана. За найбільш розповсюдженою версією, рід Небаб мав міщанське походження з міста Коростишів Київського воєводства.

## Життєпис
Разом із батьком брав участь у Визвольній війні. У липні 1651 у битві під Лоєвом потрапив у полон до вояків литовського польного гетьмана Януша Радзивілла. Після звільнення повернувся на службу до Війська Запорозького.
Ймовірно, якийсь час козакував на Запоріжжі, звідки міг перейти «на волость» після обрання гетьманом Івана Брюховецького. З 1666 по 1667 роки займав уряд стародубського полковника. Єдина документальна згадка про полковництво Михайла Небаби — виданий ним привілей на маєтності для полкового хорунжого Василя Валькевича.
Не пізніше січня 1668 поступився пірначем Петрові Рославцю. Мав бути учасником знищення московської залоги у «малому городку» Стародуба. Подальша доля невідома.